# Harmica
Harmica (en croata: xǎrmit͡sa) es una localidad de Croacia en el municipio de Brdovec, condado de Zagreb, está situado en la frontera con Eslovenia. Está conectado por la autopista D225. El cruce fronterizo del mismo nombre también se encuentra en Harmica, que conecta el D225 de Croacia con el R2-420 de Eslovenia.

## Geografía
Se encuentra a una altitud de 140 m s. n. m. a 28.9 km de la capital nacional, Zagreb.

## Demografía
En el censo 2011, el total de población de la localidad fue de 276 habitantes.
Según estimación 2013 contaba con una población de 285 habitantes.